# Daniel Mestre (ciclista)
Daniel José Pereira Mestre (Almodôvar, 1 de abril de 1986) es un ciclista portugués.
A finales de 2022 se informó que fue sancionado con tres años de suspensión por posesión de un método prohibido.

## Palmarés
2007
- 1 etapa de la Vuelta a Portugal del Futuro

2014
- 1 etapa de la Vuelta a Marruecos

2016
- 2 etapas de la Vuelta a Portugal
- 2 etapas del Gran Premio Jornal de Noticias

2017
- 2 etapas del Gran Premio Jornal de Noticias
- 1 etapa del Gran Premio Torres Vedras-Trofeo Joaquim Agostinho

2018
- Clásica Aldeias do Xisto[2]

2019
- 1 etapa del Gran Premio Internacional de Fronteras y la Sierra de la Estrella
- 1 etapa de la Vuelta a Portugal

2020
- 2.º en el Campeonato de Portugal en Ruta [3]

2021
- 1 etapa de la Vuelta al Alentejo